# Mitracarpus hirtus
Espèce
Synonymes
- Borreria ferruginea M.Martens & Galeotti[1]
- Borreria remotifolia DC.[1]
- Diodia villosa Moc. & Sessé ex DC.[1],[2]
- Mitracarpus breviflorus A. Gray[2]
- Mitracarpus diffusus (Willd. ex Roem. & Schult.) DC.[1]
- Mitracarpus diffusus (Willd. ex Roem. & Schult.) Cham. & Schltdl.[2]
- Mitracarpus hirtus var. remotiflorus K.Schum.[1]
- Mitracarpus pallidus Hook. & Arn.[2]
- Mitracarpus pilosus A.Rich.[1]
- Mitracarpus scaber Zucc. ex Schult. & Schult.f.[1],[2]
- Mitracarpus scaber Zucc.[2]
- Mitracarpus schizangius var. angustifolius Oerst.[2]
- Mitracarpus senegalensis DC.[2]
- Mitracarpus simplex Rusby[2]
- Mitracarpus torresianus Cham. & Schltdl.[1]
- Mitracarpus verticillatus (Schumach. & Thonn.) Vatke[1],[2]
- Mitracarpus villosus (Sw.) DC.[2]
- Mitracarpus villosus (Sw.) Cham. & Schltdl.[2]
- Mitracarpus villosus (Sw.) Cham. & Schlecht. ex DC.[3]
- Spermacoce aspera (M. Martens & Galeotti) Hemsl.[2]
- Spermacoce aspera Aubl.[2]
- Spermacoce affinis Pohl ex DC.[1]
- Spermacoce cephalotes Willd. ex Roem. & Schult.[1]
- Spermacoce declinata Pav. ex DC.[1]
- Spermacoce diffusa Willd. ex Roem. & Schult.[2]
- Spermacoce gracilis Pohl ex DC.[1]
- Spermacoce hirta L. - Basionyme[1],[3],[2]
- Spermacoce longifolia Aubl.[2]
- Spermacoce villosa Sw.[1],[2]
- Staurospermum verticillatum Schumach. & Thonn.[1],[2]

Mitracarplus hirtus est une espèce de plantes de la famille des Rubiaceae et du genre Mitracarpus.

## Liste des variétés
Sous le nom d’espèce Mitracarpus hirtus, selon Tropicos (8 mars 2020) :
- variété Mitracarpus hirtus var. remotiflorus K. Schum.

Sous le nom d’espèce Mitracarpus villosus, selon Tropicos (8 mars 2020) (Attention liste brute contenant possiblement des synonymes) :
- variété Mitracarpus villosus var. glabrescens Griseb.
- variété Mitracarpus villosus var. glabrior Oerst.

## Histoire naturelle
En 1775, le botaniste Aublet propose la diagnose suivante : 

« SPERMACOCE (longi-folia) caule flexuoſo ; floribus minimis ; foliis ovato-oblongis, acutis. (TABULA 21.)

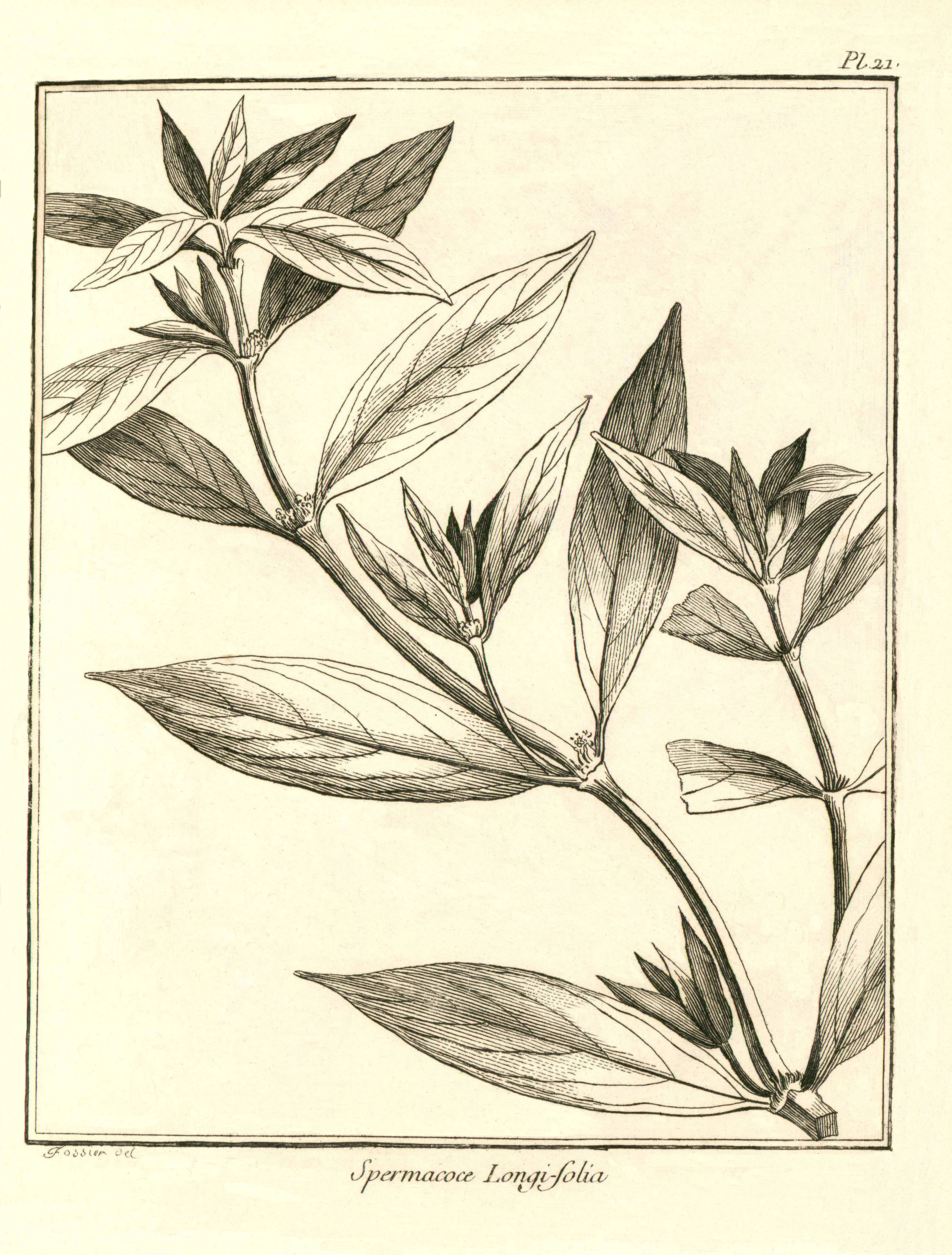
Spermacoce longifolia Aubl., 1775 (=Mitracarpus hirtus (L.) DC., 1830) - Planche 21.

Hæc ſpecies plures caules emittit tetragonos, ramoſos, nodoſos, ſupra vicinas plantas ſparſos, & incumbentes Folia lato-oblonga, acuta, glabra, integerrima, ſubpetiolata. Flores albi, numeroſi, congeſti, ſeſſiles, axillares.
Habitat in campis cultis, prope comitatum de Gêne. »

« LA SPERMACOCE à longue-feuille. (PLANCHE 21.)
Cette eſpèce a des tiges longues, noueuſes, à quatre faces: il y en a deux plus larges ; elles ſont garnies à chaque nœud, de feuilles deux à deux oppoſées, entières, liſſes, ovales, terminées en pointe. 
Les fleurs ſont placées dans les aiſſelles des feuilles. Elles ſont petites, monopétales, blanches, portées ſur un ovaire qui ſe partage en deux coques. 
Par le nombre de ces tiges rameuſes, cette plante forme des petits buiſſons, & elle s'appuie ſur les arbriſſeaux qui l'environnent. 
Elle croît au bord des terreins défrichés par les Garipons, au-deſſus de l'abattis du Roi. »